# Amigos para siempre
《Amigos para Siempre》는 1992년 바르셀로나 올림픽의 공식 주제가이다. 한국어로 번역하면 '영원한 친구들'이란 뜻이다. 호세 카레라스와 사라 브라이트만이 듀엣으로 불렀다.